# Битва під Єлисаветполем

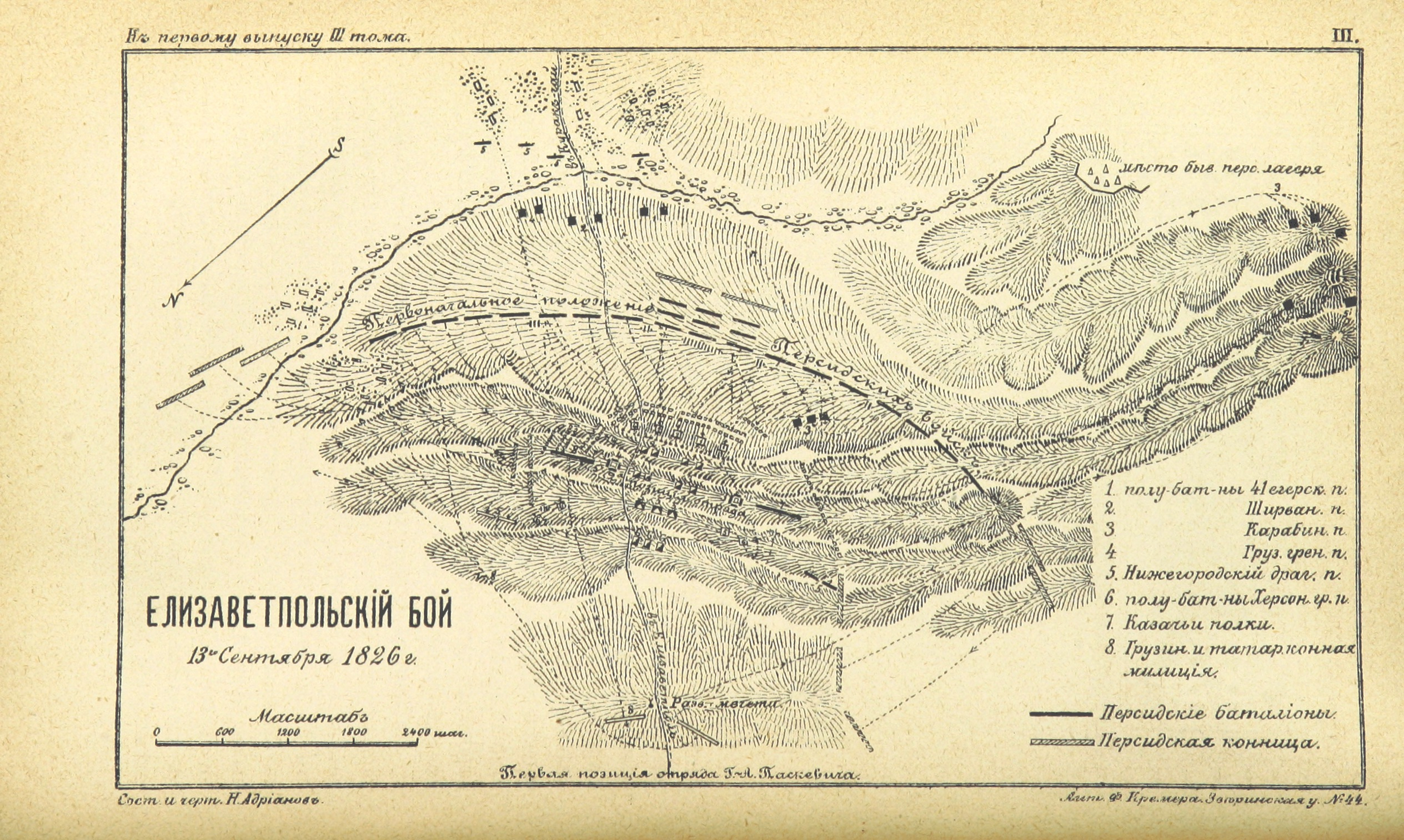
Схема битви

Битва під Єлисаветполем — битва російсько-перської війни 1826—1828 років, яка відбулась 25 вересня 1826 року поблизу міста Єлисаветполь (нині Гянджа).

## Передумови
Після поразки в Шамхорській битві перські війська змушені були зняти облогу Шуші. Аббас-Мірза повів свої війська під Єлисаветполь. На допомогу військам генерала В. Г. Мадатова підійшов загін І. Ф. Паскевича, який і був призначений командувачем російського війська чисельністю 8 000 чоловік. Він був незадоволений вишколом війська та проводив посилену підготовку: шикування в каре та марш колонами.
24 вересня був помічений авангард перських військ. Того ж дня надійшла звістка, що сардар Єревану веде своє військо на допомогу Аббасу-Мірзі. Паскевич спочатку вирішив був дати бій в самому місті, але генерали Мадатов та О. О. Вельямінов висловили заперечення, що бій на вузьких вуличках міста буде небезпечний. Паскевич погодився з їх доказами та наказав готуватись до наступу.

## Хід битви
Вранці 25 вересня російське військо виступило з міста і на відстані 2 версти вишикувалось у бойовий порядок — 3 лінії та резерв.
Перська армія становила 15 000 піхоти (Сарбази), 20 000 кінноти, 25 гармат та фальконети. Аббас-Мірза вишикував більшу частину піхоти по центру у 3 лінії. На флангах розташовувалась кіннота та по 6 батальйонів піхоти. Артилерія розташувалась у першій лінії, більша її частина розміщувалась по центру.
На початку бою зав'язалась артилерійська дуель. Перська піхота під прикриттям вогню артилерії розпочала наступ. Перська кіннота обійшла лівий фланг росіян. Іррегулярне кінне ополчення почало тікати. За нею кинулась перська кіннота, але шлях їй перегородив яр, внаслідок чого вона потрапила під перехресний вогонь російських військ.
У цій загрозливій ситуації Паскевич кинув у бій резерв. На лівому фланзі точилась сутичка за перський прапор, зрештою захоплений росіянами. Перси були змушені відступити.
У центрі перси, маючи перевагу в піхоті, рушили у наступ. Але росіяни зупинили їх артилерійським вогнем, а потім розпочали контратаку.
На правому фланці перська кіннота та 6 батальйонів піхоти намагались зайти в тил російським військам, відтісняючи їх до Єлисаветполя. На допомогу їм Паскевич відрядив батальйон карабінерів, які зайшли в тил персам та змусили їх утікати.
Частина перських військ (більше 800 осіб) окопалась на навколишніх висотах, але до вечора була оточена та здалась.
Росіяни переслідували утікаючих персів і наступного дня. Аббс-Мірза змушений був відступити за Аракс.

## Наслідки
Битва під Єлисаветполем фактично вирішила долю війни на користь Росії. Це була перша значна військова перемога в період царствування Миколи I.
Генерал-ад'ютант І. Ф. Паскевич був нагороджений золотою шпагою з діамантами, князь В. Г. Мадатов отримав звання генерал-лейтенанта, генерал-майор О. О. Вельямінов був нагороджений Орденом святого Георгія III ступеня.